# Partita

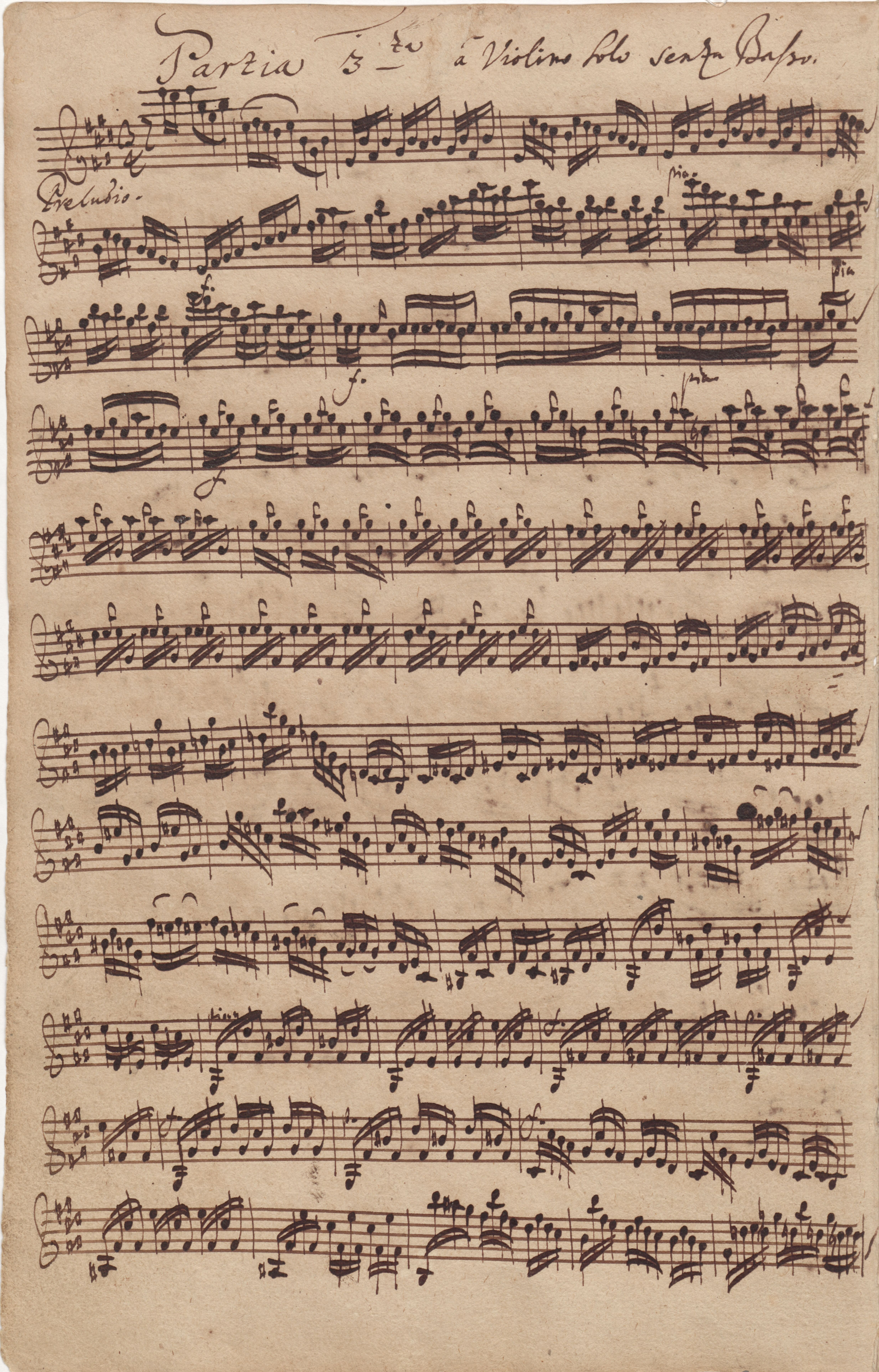
J. S. Bach 3. hegedűre szóló partitájának első oldala

A partita eredetileg egyszerűen a hangszeres műveket jelentette a 16. és a 17. században, de Johann Kuhnau és más, főleg késő barokk német zeneszerzők (mint például Johann Sebastian Bach) zenedarabok gyűjteményének megnevezésére használta, tulajdonképpen a szvit szinonimáját létrehozva.